# Esquadra (polícia)

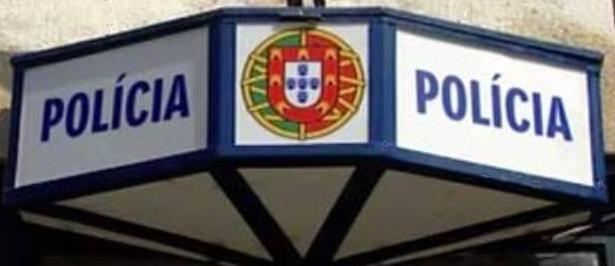
Tradicional lanterna identificativa de uma esquadra de polícia em Portugal.

A esquadra é o tipo de unidade básica dos corpos de polícia preventiva de certos países e territórios de língua portuguesa. Normalmente corresponde a uma unidade policial territorial, ocupando um edifício próprio, assegurando a policiamento numa determinada zona de atuação e assegurando o atendimento ao público. 
Para além de designar a unidade policial, o termo "esquadra" é usado popularmente, por extensão, para designar o edifício sede de uma esquadra ou mesmo para designar qualquer outra instalação policial. Neste âmbito, é então usado de uma forma semelhante ao termo "delegacia" no Brasil.
Como unidade policial, a esquadra tem origem na organização da antiga Polícia Civil portuguesa da segunda metade do século XIX, continuando a existir na organização da sua sucessora Polícia de Segurança Pública. A esquadra foi também introduzida na organização das diversas polícias civis e de segurança pública dos vários territórios ultramarinos portugueses, sendo posteriomente mantida na organização das polícias nacionais dos novos países que deles originaram.
A esquadra existe hoje como unidade na Polícia Nacional de Angola, Polícia de Ordem Pública de Cabo Verde, Polícia de Ordem Pública da Guiné-Bissau, Polícia de Segurança Pública de Macau, Polícia da República de Moçambique, Polícia de Segurança Pública de Portugal, Polícia Nacional de São Tomé e Príncipe e Polícia Nacional de Timor-Leste.

## Polícia de Segurança Pública de Portugal
Na Polícia de Segurança Pública (PSP), é esquadra é uma subunidade policial, comandada por um subcomissário, tendo como adjunto um chefe principal. No passado, as esquadras eram tradicionalmente comandadas por chefes de esquadra, os quais não tinham a categoria de oficiais.
A maioria das esquadras da PSP são de competência genérica, sendo responsáveis pelo policiamento ostensivo de uma área territorial específica, que pode ser apenas um bairro de uma grande cidade ou toda uma pequena cidade. Estas esquadras occupam normalmente um edifício sede próprio e dispõem de um efetivo médio de 50 agentes. O efetivo está normalmente dividido em cinco grupos, cada qual responsável por assegurar um turno de serviço em rotação, sob a chefia de um chefe (antigamente e tradicionalmente um subchefe), o qual é designado "graduado à banca". Cada grupo inclui patrulheiros apeados e carros-patrulha (cada qual tripulado por um condutor e um arvorado). Para além dos grupos, cada esquadra tem normalmente equipas específicas responsáveis pelos programas de policiamento de proximidade, incluindo os da Escola Segura, Comércio Seguro e Apoio aos Idosos.
Para além das esquadras de competência genérica, a PSP dispõe ainda de esquadras de competência especializada, incluindo as de trânsito, investigação criminal, segurança aeroportuária, segurança ferroviária, intervenção e fiscalização, além de outras. As esquadras de competência especializada não têm normalmente um edifício sede próprio, estando normalmente instaladas nas sedes das divisões ou comandos dos quais dependem.